# Cytochrome c
Le cytochrome c est une petite hémoprotéine contenant une centaine de résidus d'acides aminés pour une masse d'environ 12 kDa. Il est très soluble dans l'eau, à raison d'environ 100 g·L-1 aux conditions physiologiques, ce qui le distingue des autres cytochromes, qui sont plutôt liposolubles.

## Rôle dans la respiration cellulaire
Le cytochrome c intervient dans la respiration cellulaire au niveau de la chaîne respiratoire, où il transporte un électron par molécule. Il est, pour ce faire, associé à la membrane mitochondriale interne et assure le transfert des électrons entre la coenzyme Q-cytochrome c réductase (complexe III) et la cytochrome c oxydase (complexe IV). Chez l'homme, il est codé par le gène CYCS sur le chromosome 7.
Il peut également catalyser plusieurs réactions telles que des hydroxylations et l'oxydation aromatique, et présente également une activité peroxydase à travers l'oxydation de divers donneurs d'électrons tels que l'ABTS, l'acide 2-céto-4-thiométhylbutyrique et la 4-aminoantipyrine. Il intervient également dans au moins une forme de nitrite réductase.

## Rôle dans le cycle cellulaire
Une espèce réactive de l'azote,  le peroxynitrite peut directement réagir avec des protéines contenant des centres de métaux de transition. En oxydant l'hème ferreux en ses formes ferriques correspondantes, il peut ainsi affecter le cytochrome c (de même que des protéines essentielles telles que l'hémoglobine ou la myoglobine).
Le cytochrome c peut prendre une part active dans l'apoptose. L'activation de la voie apoptotique mitochondriale a pour effet de faire apparaître des mégapores permettant le passage du cytochrome c dans le cytosol, où il se lie au facteur activateur des protéases apoptotiques (APAF1). Ceci déclenche une cascade de réactions aboutissant à l'activation de caspases, enzymes protéolytiques directement responsables du phénomène d'apoptose, et à la formation de l'apoptosome.

## Origine et évolution
Le cytochrome c est une protéine hautement conservée à travers l'ensemble des espèces, et notamment chez les eucaryotes, où les différences se limitent à quelques résidus seulement. Tous les cytochromes c étudiés présentent un potentiel standard de +0,25 V, et on peut par exemple montrer que la cytochrome c oxydase humaine réagit avec le cytochrome c de blé. La séquence du cytochrome c chez l'homme est identique à celle du chimpanzé mais différente, par exemple, de celle du cheval. Sa très large distribution chez les animaux, les plantes et de nombreux unicellulaires ainsi que sa petite taille (12 kDa) en font un outil de choix pour les études cladistiques visant à déterminer les parentés phylogénétiques entre espèces dans le cadre de la biologie de l'évolution.